# James Grady
James Grady (* 30. dubna 1949 Shelby, Montana) je americký spisovatel dobrodružných románů, scenárista a novinář. Jeho nejznámějším dílem je špionážní příběh Šest dnů Kondora, později zfilmovaný jako Tři dny Kondora s Robertem Redfordem v hlavní roli.
James Grady vystudoval žurnalistiku na montanské státní univerzitě. Ve svých 24 letech prodal své první dílo, Šest dní Kondora. V letech 1973–1974 působil jako asistent montanského senátora Lee Metcalfa, v té době napsal román Shadow of the Condor. Později více než čtyři roky pracoval jako investigativní reportér pro Jacka Andersona.
Je držitelem několika ocenění, mimo jiné francouzské Grand Prix du Roman Noir (2001) či italské Medaile Raymonda Chandlera (2003). Také byl nominován na Edgar Award a Montanská univerzita mu předala ocenění Outstanding Alumni Award.
Žije s manželkou Bonnie na předměstí Washingtonu, D. C., mají spolu dvě děti – Nathana a Rachel (filmařka, nominována na Oscara za dokumentární snímek Jesus Camp).

## Dílo
- Šest dnů Kondora (1974, česky 1983, překlad Oldřich Černý)
- Shadow of the Condor (1975)
- The Great Pebble Affair (1976, pod pseudonymem Brit Shelby)
- Catch the Wind (1980)
- Runner in the Street (1984)
- Hard Bargains (1985)
- Razor Game (1985)
- Just a Shot Away (1987)
- Steeltown (1988)
- River of Darkness (1991)
- Thunder (1994)
- Bílý plamen (1996, česky 2000, překlad Hana Březáková)
- City of Shadows (2000, pod pseudonymem James Dalton)
- Mad Dogs (2006)
- The Chopin Manuscript (2007, spolu se čtrnácti dalšími autory)